# Campionati europei di ciclismo su pista 2019
I Campionati europei di ciclismo su pista 2019 si sono svolti ad Apeldoorn, nei Paesi Bassi, dal 16 al 20 ottobre 2019.

## Programma

### Legenda
|   | Competizioni |
| F | Finale       |
| M | Mattino      |
| P | Pomeriggio   |
| S | Sera         |

| Data →                   | 16 | 16    | 17           | 17 | 18     | 18     | 19    | 19    | 20 | 20 |
| Evento ↓                 | P  | S     | P            | S  | P      | S      | P     | S     | M  | P  |
| ------------------------ | -- | ----- | ------------ | -- | ------ | ------ | ----- | ----- | -- | -- |
| Chilometro a cronometro  |    |       |              |    |        |        |       |       | Q  | F  |
| Keirin                   |    |       |              |    |        |        | R1, R | R2, F |    |    |
| Velocità                 |    |       | Q, 1/16, 1/8 | QF |        | SF, F  |       |       |    |    |
| Velocità a squadre       | Q  | R1, F |              |    |        |        |       |       |    |    |
| Inseguimento individuale |    |       |              |    |        |        | Q     | F     |    |    |
| Inseguimento a squadre   | Q  | R1    |              | F  |        |        |       |       |    |    |
| Corsa a punti            |    |       |              |    |        |        |       | F     |    |    |
| Americana                |    |       |              |    |        |        |       |       | Q  | F  |
| Scratch                  |    |       |              | F  |        |        |       |       |    |    |
| Omnium                   |    |       |              |    | SR, TR | ER, PR |       |       |    |    |
| Corsa a eliminazione     |    | F     |              |    |        |        |       |       |    |    |

| Data →                   | 16 | 16    | 17           | 17 | 18     | 18     | 19    | 19    | 20 | 20 |
| Evento ↓                 | P  | S     | P            | S  | P      | S      | P     | S     | M  | P  |
| ------------------------ | -- | ----- | ------------ | -- | ------ | ------ | ----- | ----- | -- | -- |
| 500 metri a cronometro   |    |       |              |    |        |        |       |       | Q  | F  |
| Keirin                   |    |       |              |    |        |        | R1, R | R2, F |    |    |
| Velocità                 |    |       | Q, 1/16, 1/8 | QF |        | SF, F  |       |       |    |    |
| Velocità a squadre       | Q  | R1, F |              |    |        |        |       |       |    |    |
| Inseguimento individuale |    |       |              |    | Q      | F      |       |       |    |    |
| Inseguimento a squadre   | Q  | R1    |              | F  |        |        |       |       |    |    |
| Corsa a punti            |    |       |              |    |        |        |       | F     |    |    |
| Americana                |    |       |              |    |        |        |       |       | Q  | F  |
| Scratch                  |    | F     |              |    |        |        |       |       |    |    |
| Omnium                   |    |       |              |    | SR, TR | ER, PR |       |       |    |    |
| Corsa a eliminazione     |    |       |              | F  |        |        |       |       |    |    |

## Medagliere
| Pos.   | Paese         | Oro | Argento | Bronzo | Totale |
| ------ | ------------- | --- | ------- | ------ | ------ |
| 1      | Paesi Bassi   | 5   | 4       | 4      | 13     |
| 2      | Francia       | 5   | 1       | 2      | 8      |
| 3      | Russia        | 3   | 2       | 1      | 6      |
| 4      | Danimarca     | 3   | 1       | 0      | 4      |
| 5      | Gran Bretagna | 2   | 4       | 3      | 9      |
| 6      | Italia        | 2   | 1       | 2      | 5      |
| 7      | Germania      | 1   | 5       | 3      | 9      |
| 8      | Spagna        | 1   | 0       | 0      | 1      |
| 9      | Ucraina       | 0   | 1       | 2      | 3      |
| 10     | Bielorussia   | 0   | 1       | 1      | 2      |
| 11     | Grecia        | 0   | 1       | 0      | 1      |
| 11     | Irlanda       | 0   | 1       | 0      | 1      |
| 13     | Polonia       | 0   | 0       | 3      | 3      |
| 14     | Portogallo    | 0   | 0       | 1      | 1      |
| Totale | Totale        | 22  | 22      | 22     | 66     |

## Sommario degli eventi
| Eventi                            | Oro                                                                                | Prestazione | Argento                                                                                 | Prestazione | Bronzo                                                                                  | Prestazione |
| Uomini                            |                                                                                    |             |                                                                                         |             |                                                                                         |             |
| Chilometro a cronometro dettagli  | Quentin Lafargue Francia                                                           | 1:00.289    | Theo Bos Paesi Bassi                                                                    | 1:00.409    | Michaël D'Almeida Francia                                                               | 1:00.663    |
| Keirin dettagli                   | Harrie Lavreysen Paesi Bassi                                                       |             | Denis Dmitriev Russia                                                                   |             | Matthijs Büchli Paesi Bassi                                                             |             |
| Velocità dettagli                 | Jeffrey Hoogland Paesi Bassi                                                       |             | Harrie Lavreysen Paesi Bassi                                                            |             | Mateusz Rudyk Polonia                                                                   |             |
| Velocità a squadre dettagli       | Paesi Bassi Jeffrey Hoogland Harrie Lavreysen Roy van den Berg Matthijs Büchli     | 42.151      | Gran Bretagna Jack Carlin Jason Kenny Ryan Owens                                        | 42.822      | Francia Grégory Baugé Quentin Lafargue Sébastien Vigier Melvin Landerneau               | 43.206      |
| Inseguimento individuale dettagli | Corentin Ermenault Francia                                                         | 4:14.358    | Domenic Weinstein Germania                                                              | 4:15.918    | Felix Groß Germania                                                                     | 4:13.240    |
| Inseguimento a squadre dettagli   | Danimarca Lasse Norman Hansen Julius Johansen Frederik Madsen Rasmus Pedersen      | 3:49.113    | Italia Michele Scartezzini Filippo Ganna Francesco Lamon Davide Plebani Simone Consonni | 3:54.117    | Gran Bretagna Ed Clancy Ethan Hayter Charlie Tanfield Oliver Wood                       | 3:51.600    |
| Corsa a punti dettagli            | Bryan Coquard Francia                                                              | 98 punti    | Jan-Willem van Schip Paesi Bassi                                                        | 93 punti    | Michele Scartezzini Italia                                                              | 88 punti    |
| Americana dettagli                | Danimarca Lasse Norman Hansen Michael Mørkøv                                       | 52 punti    | Paesi Bassi Yoeri Havik Jan-Willem van Schip                                            | 37 punti    | Germania Maximilian Beyer Theo Reinhardt                                                | 37 punti    |
| Scratch dettagli                  | Sebastián Mora Spagna                                                              |             | Christos Volikakis Grecia                                                               |             | Wim Stroetinga Paesi Bassi                                                              |             |
| Omnium dettagli                   | Benjamin Thomas Francia                                                            | 173 punti   | Lasse Norman Hansen Danimarca                                                           | 162 punti   | Oliver Wood Gran Bretagna                                                               | 149 punti   |
| Corsa a eliminazione dettagli     | Elia Viviani Italia                                                                |             | Bryan Coquard Francia                                                                   |             | Filip Prokopyszyn Polonia                                                               |             |
| Donne                             |                                                                                    |             |                                                                                         |             |                                                                                         |             |
| 500 metri a cronometro dettagli   | Anastasija Vojnova Russia                                                          | 33.005      | Dar'ja Šmelëva Russia                                                                   | 33.057      | Olena Starikova Ucraina                                                                 | 33.328      |
| Keirin dettagli                   | Mathilde Gros Francia                                                              |             | Lea Friedrich Germania                                                                  |             | Dar'ja Šmelëva Russia                                                                   |             |
| Velocità dettagli                 | Anastasija Vojnova Russia                                                          |             | Olena Starikova Ucraina                                                                 |             | Lea Friedrich Germania                                                                  |             |
| Velocità a squadre dettagli       | Russia Anastasija Vojnova Dar'ja Šmelëva Ekaterina Rogovaya                        | 32.496      | Germania Lea Friedrich Emma Hinze                                                       | 33.179      | Paesi Bassi Kyra Lamberink Shanne Braspennincx Steffie van der Peet                     | 33.023      |
| Inseguimento individuale dettagli | Franziska Brauße Germania                                                          | 3:25.002    | Lisa Brennauer Germania                                                                 | 3:26.190    | Katie Archibald Gran Bretagna                                                           | 3:31.602    |
| Inseguimento a squadre dettagli   | Gran Bretagna Katie Archibald Ellie Dickinson Neah Evans Laura Kenny Elinor Barker | 4:13.828    | Germania Franziska Brauße Lisa Brennauer Lisa Klein Gudrun Stock Mieke Kröger           | 4:16.789    | Italia Martina Alzini Elisa Balsamo Vittoria Guazzini Letizia Paternoster Marta Cavalli | 4:17.610    |
| Corsa a punti dettagli            | Maria Giulia Confalonieri Italia                                                   | 46 punti    | Tatsiana Sharakova Bielorussia                                                          | 44 punti    | Hanna Solovey Ucraina                                                                   | 38 punti    |
| Americana dettagli                | Danimarca Amalie Dideriksen Julie Leth                                             | 33 punti    | Gran Bretagna Katie Archibald Laura Kenny                                               | 31 punti    | Paesi Bassi Amy Pieters Kirsten Wild                                                    | 23 punti    |
| Scratch dettagli                  | Emily Nelson Gran Bretagna                                                         |             | Shannon McCurley Irlanda                                                                |             | Maria Martins Portogallo                                                                |             |
| Omnium dettagli                   | Kirsten Wild Paesi Bassi                                                           | 156 punti   | Laura Kenny Gran Bretagna                                                               | 144 punti   | Tatsiana Sharakova Bielorussia                                                          | 111 punti   |
| Corsa a eliminazione dettagli     | Kirsten Wild Paesi Bassi                                                           |             | Emily Nelson Gran Bretagna                                                              |             | Nikol Płosaj Polonia                                                                    |             |